# Disautel (Washington)
Disautel es un área no incorporada ubicada en el condado de Okanogan en el estado estadounidense de Washington.

## Geografía
Disautel se encuentra ubicado en las coordenadas 48°21′38″N 119°14′14″O / 48.36056, -119.23722.